# Escampavía Yelcho (1906)
Escampavía Yelcho fue un buque explorador perteneciente a la Armada de Chile que se hizo famoso por el rescate de los sobrevivientes de la malograda Expedición Imperial Transantártica en 1916. La unidad estaba comandada por Luis Pardo Villalón (el Piloto Pardo).

## Historia

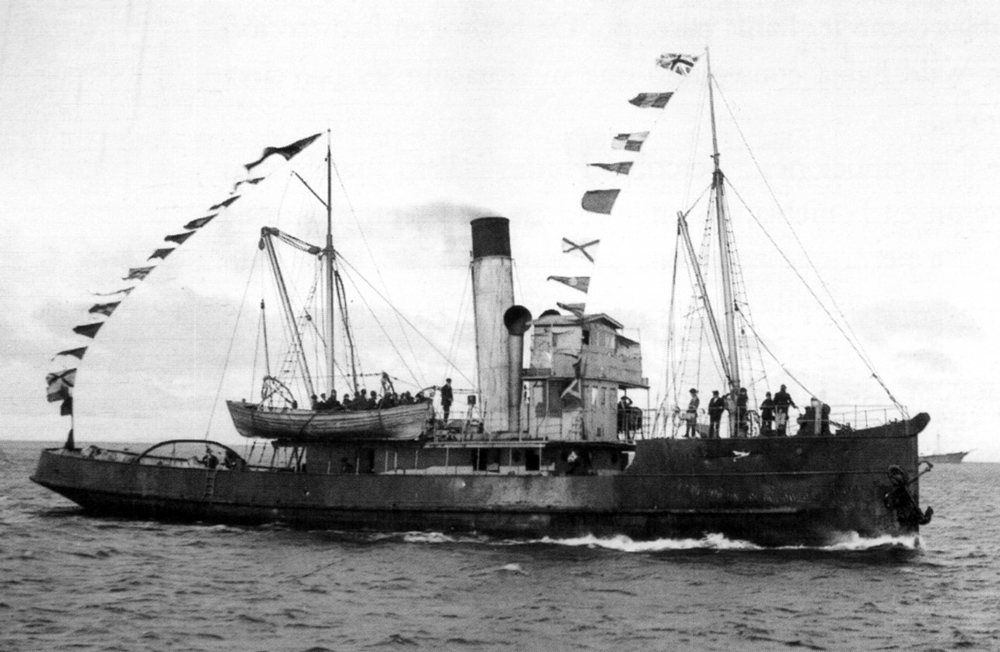
La Yelcho empavesada, probablemente 1913

La Yelcho (se le conocía por el pronombre femenino) fue construido como un remolcador en 1906 por los astilleros G. Brown & Company en Glasgow, Inglaterra.
La  Yelcho fue construido en acero, con proa recta no reforzada y con una caldera Compound que propulsaba una única hélice bipala.
Adquirido por la Industria Yelcho-Palena sirvió como un ballenero en la zona austral de Chile.
Adquirido en 1908 por la Armada de Chile  fue modificado para ser usado como escampavía armado con un cañón de 37 mm y usado como buque aprovisionador y ocasionalmente para exploraciones oceanográficas, su funcionamiento era a vapor generado por una caldera a carbón,  no contaba con generador de energía eléctrica, por tanto, no tenía bombillas, ni radio ni telégrafo Marconi.

### Rescate de le expediciónEndurance

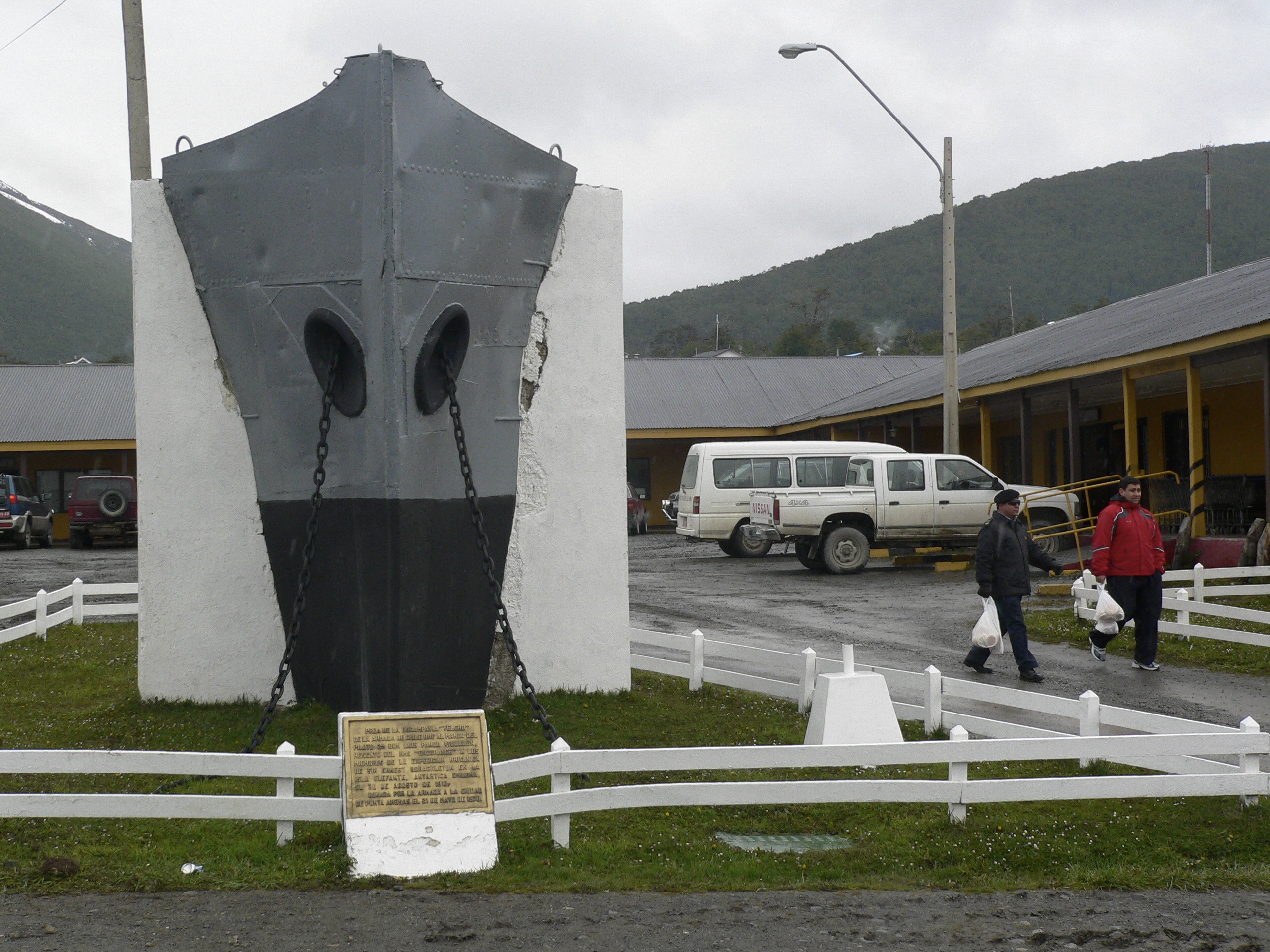
Proa de la Yelcho en Puerto Williams

El 30 de agosto de 1916, el escampavía Yelcho al mando del Piloto 2º Luis Pardo Villalón  rescató en una audaz travesía a través del paso Drake, en pleno mar antártico,  a 22 náufragos británicos del bergantín Endurance al mando de Sir Ernest Shackleton que estaban aislados en la  isla Elefante y cuya embarcación fue atrapada por los hielos antárticos el 18 de enero de 1915. 
Por  esta acción, el Yelcho, su piloto y 7 valerosos tripulantes chilenos ganaron fama y reconocimiento mundial dadas las características únicas del rescate.
En la Yelcho,  su tripulación  empavesó la unidad y contando con Shackleton a bordo fue recibida en  Valparaíso  para ser  homenajeada por todas las naves de la Escuadra con sus tripulaciones formadas en cubierta,  además fue recibida por el presidente Juan Luis Sanfuentes y honrada por  naves surtas en la bahía de forma rimbombante.

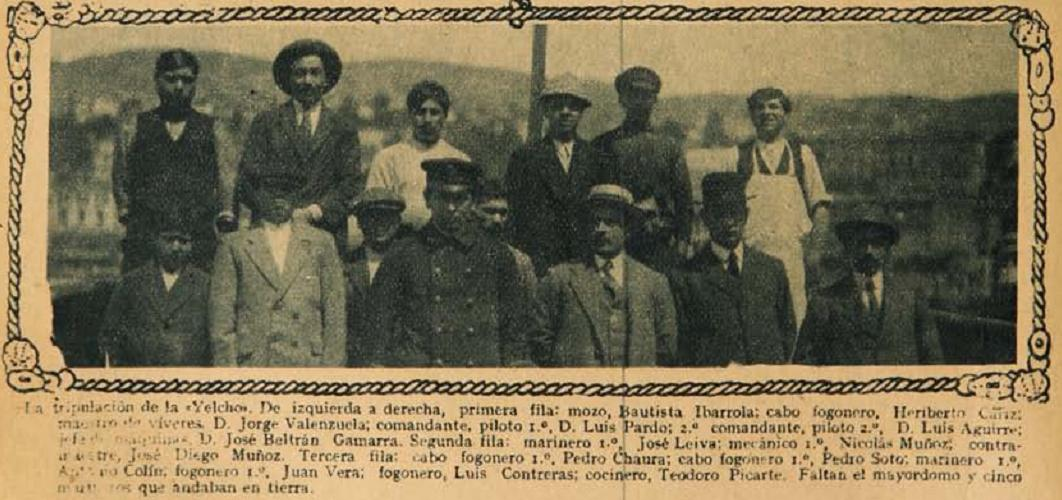
Algunos tripulantes de la Yelcho en 1916.

Los 23 tripulantes de la Yelcho en el rescate de la Expedición Shackleton:
| Cargo               | Nombre                                                                                           |
| ------------------- | ------------------------------------------------------------------------------------------------ |
| Capitán             | Luis Alberto Pardo Villalón                                                                      |
| Comandante 2°       | León Aguirre Romero                                                                              |
| Jefe de máquinas    | Jorge L. Valenzuela Mesa                                                                         |
| 2° Jefe de máquinas | José Beltrán Gamarra                                                                             |
| Maquinista          | Nicolás Muñoz Molina, Manuel Blackwood                                                           |
| Bombero             | Heriberto Cariz Carcamo, Juan Vera Jara, Pedro Chaura, Pedro Soto Nuñez, Luis Contreras Castro   |
| Guardia             | Manuel Ojeda, Ladislao Gallego Trujillo, Hipólito Aries, José Leiva Chacón, Antonio Colin Parada |
| Capataz             | José Muñoz Tellez                                                                                |
| Herrero             | Froilan Cabana Rodríguez                                                                         |
| Marinero            | Pedro Pairo, José del Carmen Galindo, Florentino González Estay, Clodomiro Agüero Soto           |
| Grumete             | Juan Bautista Ibarrola Carvajal                                                                  |

La Yelcho fue retirada del servicio activo en  1945:  pero permaneció como buque auxiliar de la Escuela de Grumetes hasta el año 1958. 
Finalmente fue desguazada el 27 de enero de 1958 y vendida al astillero ASMAR, de Chile donde fue desarmada.
La proa de este barco fue instalada en la década del 70 como monumento en una plaza de Puerto Williams. Luego de cuatro décadas esta fue trasladada a la ciudad de Punta Arenas, donde se instaló en como monumento en su costanera como homenaje a la labor de rescate llevada a cabo por Luis Pardo Villalón y su tripulación.
Al menos una unidad más en la Armada de Chile tuvo el mismo nombre.